# Zhangbaqiao (sockenhuvudort i Kina, Henan Sheng, lat 33,87, long 112,96)
Zhangbaqiao är en sockenhuvudort i Kina. Den ligger i provinsen Henan, i den centrala delen av landet, omkring 120 kilometer sydväst om provinshuvudstaden Zhengzhou. Antalet invånare är 32 372. Befolkningen består av 15 681 kvinnor och 16 691 män. Barn under 15 år utgör 18,0 %, vuxna 15-64 år 72 %, och äldre över 65 år 8,0 %.
Runt Zhangbaqiao är det mycket tätbefolkat, med 1 517 invånare per kvadratkilometer. Närmaste större samhälle är Yangzhuang, 7,9 km sydost om Zhangbaqiao. Trakten runt Zhangbaqiao består till största delen av jordbruksmark.
Genomsnittlig årsnederbörd är 819 millimeter. Den regnigaste månaden är september, med i genomsnitt 157 mm nederbörd, och den torraste är januari, med 5 mm nederbörd.